# Sodom
Sodom er et tysk thrash metal-band dannet i 1982 i Gelsenkirchen.
Sammen med Kreator, Destruction og Tankard betragtes Sodom som et af de "fire store" tyske thrash metal-bands. Mens de to andre skabte en lyd som senere ville påvirke dødsmetal, blev Sodoms musik senere inspiration for mange black metal-bands i slutningen af 1980'erne og starten af 1990'erne.[kilde mangler]

## Medlemmer
- Tom "Angelripper" – Vokal, bas
- Frank "Blackfire" – Leadguitar (1987–1989, 2018–)
- Yorck Segatz – Rytmeguitar (2018–)
- Toni Merkel – Trommer (2020–)

### Tidligere medlemmer
- Bernd Kost – Guitar
- Bobby Schottkowski – Trommer

- Frank Testegen – guitar (1983-1984, 2007)
- Josef Dominic – guitar (1984-1985, 2007)
- Michael Wulf – guitar (1985-1986)
- Frank Gosdzik – guitar (1987-1989, 28. december 2006 ved en koncert i Bochum)
- Michael Hoffman – guitar (1990)
- Andy Brings – guitar (1991-1995)
- Dirk Strahlimeier – guitar (1995-1996)
- Christian Dudek – trommer (1983-1992)
- Guido Richter – trommer

## Diskografi

### Studiealbum
- 1986: Obsessed by Cruelty'
- 1987: Persecution Mania
- 1989: Agent Orange
- 1990: Better Off Dead
- 1992: Tapping the Vein
- 1994: Get What You Deserve
- 1995: Masquerade in Blood
- 1997: 'Til Death Do Us Unite
- 1999: Code Red
- 2001: M-16
- 2006: Sodom
- 2007: The Final Sign of Evil
- 2010: In War and Pieces
- 2013: Epitome of Torture
- 2016: Decision Day
- 2020: Genesis XIX

### Ep'er
- 1984: In the Sign of Evil
- 1987: Expurse of Sodomy
- 1989: Ausgebombt
- 1991: The Saw is the Law
- 1993: Aber bitte mit Sahne

### Opsamlingsalbum
- 1990: Agent Orange Box (bokssæt)
- 1991: Sodomania
- 1996: Ten Black Years - Best Of

### Livealbum
- 1988: Mortal Way of Live
- 1994: Marooned Live
- 1994: Live in der Zeche Carl (vhs)
- 2003: One Night in Bangkok
- 2005: Lords of Depravity Pt. 1 (dvd)

### Demoer
- 1982: Witching Metal
- 1984: Victims of Death

## Fodnoter
1. ↑  Metal-Rules.com: Concert Reviews – KREATOR / SODOM / DESTRUCTION